# 爪甲團囊菌目
爪甲團囊菌目（學名：Onygenales）是子囊菌门散囊菌綱散囊菌亞綱之下的一個目級分類單元。
爪甲囊菌目能消耗和分解角蛋白；而角蛋白就是皮膚最外層的主要組成部分。這些真菌主要寄生在動物（包括人類）身上、牠們的糞便及牠們身體經常接觸的地方。當中红色毛癬菌（Trichophyton rubrum）是足癬（俗稱香港腳）的主要成因。
由於活體器官移植、HIV/AIDS和自體免疫性疾病如紅斑狼瘡等原因引起的免疫抑制增加，一些爪甲囊菌目物種是新发現的人類病原體。

## 分類
- 阿耶洛双态菌科 （阿耶洛双态菌科）
- 蛛网囊菌科（Arachnomycetaceae）
- 分节癣菌科（Arthrodermataceae）
- 圆球囊菌科（圆球囊菌科）
- 裸被囊菌科（Gymnoascaceae）
- 粘毛囊菌科（黏毛菌科）
- 爪甲囊菌科（Onygenaceae）
- 無果囊菌科（无形囊菌科）
- 孤独囊菌科（Eremascaceae）
- 散囊菌亞綱（未归类科）Eurotiomycetidae